# Theon Greyjoy
Theon Greyjoy é uma personagem fictícia  da série de fantasia A Song of Ice and Fire, do escritor norte-americano George R. R. Martin, e de sua adaptação televisiva Game of Thrones. Introduzido no primeiro livro da série, A Game of Thrones (1996), ele é o filho de Balon Greyjoy do reino de Westeros e irmão mais novo de Asha Greyjoy. Ele também aparece nos livros subsequentes A Clash of Kings (1998) e A Dance with Dragons (2011), sendo um dos principais personagens narradores destes dois livros. Na série de televisão que adaptada da saga ele é interpretado pelo ator britânico Alfie Allen.

## Perfil
Theon é o único filho vivo e herdeiro aparente de Balon Greyjoy, chefe da Casa Greyjoy do reino de Westeros, que se torna um guarda de Ned Stark após a fracassada rebelião de Balon. Uma presença física no primeiro livro da série, ele é um narrador dos eventos em dois livros subsequentes. Inicialmente, ele é arrogante, pretensioso e orgulhoso mas se torna mais frágil após ser torturado por Ramsay Snow.

## Biografia

### Série litéraria
Dez anos antes dos eventos descritos no primeiro livro, A Game of Thrones, aos dez anos de idade Theon é tomado como um refém a ser executado – mas também um protegido por Ned Stark – se seu pai, Balon, se revoltasse novamente contra o rei Robert Baratheon, de quem Stark era aliado. Ele cresceu em Winterfell, junto com as crianças da família Stark, e se tornou um amigo íntimo de Robb Stark em particular.

#### A Game of Thrones
Theon se torna uma companhia confiável de Robb Stark nos campos de batalha, combatendo nas vitórias do Norte em Riverrun e em Whispering Wood. Ele também salva Bran Stark, o irmão mais novo de Robb, de um ataque de um grupo de Selvagens e desertores da Patrulha da Noite.

#### A Clash of Kings
Mais tarde, ele é enviado por Robb a Pyke, sua ilha natal, para conseguir ajuda do pai, Balon Greyjoy, na rebelião dos Stark contra a Casa Lannister, após a execução de Ned Stark. Theon chega para descobrir que ao invés disso seu pai pretende participar de um cerco ao Norte enquanto Robb luta nas Terras Fluviais. Ele fica encarregado de reaver Stony Shore e fica enciumado quando descobre que sua irmã Asha capturou Deepwood Motte. Traindo os Stark, Theon decide invadir e tomar Winterfell. 

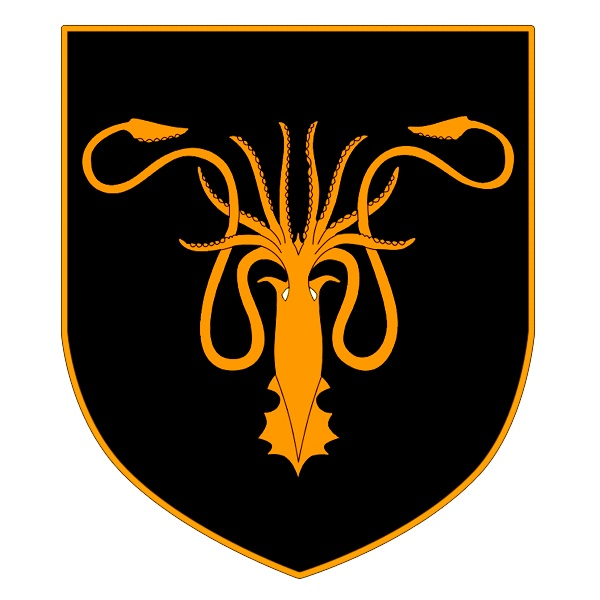
Brasão de Armas da Casa Greyjoy.

Após enviar alguns de seus homens para cercar Torrhen's Square e atrair a guarnição de Winterfell para fora do castelo, ele toma a fortaleza com apenas trinta homens e se proclama Príncipe de Winterfell. Ele liberta o prisioneiro "Reek", antes um servo da Casa Bolton. Quando os dois irmãos mais novos de Robb, Bran e Rickon Stark fogem de Winterfell e ele não consegue achá-los, Theon mata e queima os corpos de duas crianças filhos de camponeses e apresenta seus corpos como sendo dos meninos Stark. A guarnição de Winterfell repele os atacantes das Ilhas de Ferro em Torrhen's Square e cerca o castelo. Quando Asha se recusa a auxiliar o irmão para mantê-lo, ele manda "Reek" conseguir reforços em Dreadfort, a fortaleza da Casa Bolton. Ele retorna com várias centenas de soldados e derrota os soldados de Stark, mas então revela sua verdadeira identidade, Ramsay Bolton, o bastardo do patriarca Roose Bolton, e toma Theon como prisioneiro. 

#### A Storm of SwordseA Feast for Crows
Theon é aprisionado por Ramsay Bolton nas masmorras de Dreadfort e torturado para sua própria diversão, embora a maioria do povo das Ilhas de Ferro acredite que ele esteja morto. Num determinado momento, Theon consegue escapar com Kyra, uma antiga amante em Winterfell, mas cai numa armadilha de Bolton e é recapturado.

#### A Dance with Dragons
A tortura de Ramsay deixa Theon sem vários dedos dos pés das mãos, esfolando-os primeiro, e quase sem dentes; fica também implícito que Ramsay amputa seu pênis. O trauma da tortura o faz perder muito peso, ficar com os cabelos brancos e o deixa com a aparência de um homem velho; ele é forçado a assumir a identidade de "Reek". Quando Roose Bolton começa a liderar suas forças em direção ao Norte, Ramsay obriga Theon a convencer a guarnição dos Homens de Ferro que defendem Moat Cailin a se renderem, mas os esfola vivos e os empala depois que se rendem. Depois ele é forçado por Bolton a participar do abuso sexual de  Jeyne Poole, a prometida de Ramsay, que é apresentada como "Arya Stark". Mais tarde ele se encontra com  Mance Rayder e suas esposas que usam de sua ajuda para libertar Jeyne. Quando berrantes de guerra são ouvidos perto do castelo, eles dão início ao plano, tirando Jeyne de seu quarto disfarçada. Perseguidos pelos guardas, Theon pulou das muralhas com a garota e foi capturado por Mors Umber, que os enviou para junto das tropas de Stannis Baratheon, onde ele se reencontra com a irmã Asha, que não o reconhece pelo seu estado deplorável após as torturas de Ramsay. Nos capítulos divulgados do sexto livro "The Winds of Winter"  Theon aparece como que prisioneiro de Stannis Baratheon que está em um pequeno vilarejo aguardando o ataque dos Bolton. Stannis pretende queima-lo como sacríficio a Rohllor , porém sua irmã Asha sugere que eles corte sua cabeça em frente a uma árvore coração, já que isso agradaria os nortenhos.[carece de fontes?]

#### Genealogia
| \| \| \| \| \| Lady Stonetree \| Lady Stonetree \| Lady Stonetree \| Lady Stonetree \| Lady Stonetree \| Lady Stonetree \| \| \| \| \| \| \| \| \| \| \| \| \| \| \| \| \| \| \| \| \| \| \| Quellon[a] \| Quellon[a] \| Quellon[a] \| Quellon[a] \| Quellon[a] \| Quellon[a] \| \| \| \| \| \| \| \| \| \| \| \| \| \| \| \| \| \| \| \| \| \| \| \| \| \| \| \| \| \| \| \| \| \| \| \| \| \| \| Lady Piper[a] \| Lady Piper[a] \| Lady Piper[a] \| Lady Piper[a] \| Lady Piper[a] \| Lady Piper[a] \| \| \| \| \| \| Lady Stonetree \| Lady Stonetree \| Lady Stonetree \| Lady Stonetree \| Lady Stonetree \| Lady Stonetree \| \| \| \| \| \| \| \| \| \| \| \| \| \| \| \| \| \| \| \| \| \| \| Quellon[a] \| Quellon[a] \| Quellon[a] \| Quellon[a] \| Quellon[a] \| Quellon[a] \| \| \| \| \| \| \| \| \| \| \| \| \| \| \| \| \| \| \| \| \| \| \| \| \| \| \| \| \| \| \| \| \| \| \| \| \| \| \| Lady Piper[a] \| Lady Piper[a] \| Lady Piper[a] \| Lady Piper[a] \| Lady Piper[a] \| Lady Piper[a] \| \| \| \| \| \| \| \| \| \| \| \| \| \| \| \| \| \| \| \| \| \| \| \| \| \| \| \| \| \| \| \| \| \| \| \| \| \| \| \| \| \| \| \| \| \| \| \| \| \| Lady Sunderly[b] \| \| \| \| \| \| \| \| \| \| \| \| \| \| \| \| \| \| \| \| \| \| \| \| \| \| \| \| \| \| \| \| \| \| \| \| \| \| \| \| \| \| \| \| \| \| \| \| \| \| \| \| \| \| \| \| \| \| \| \| \| \| \| \| \| \| \| \| \| \| \| \| \| \| \| \| \| \| \| \| \| \| \| \| \| \| \| \| \| \| \| \| \| \| \| \| \| \| \| \| \| \| \| \| \| \| \| \| \| \| \| \| \| \| \| \| \| \| \| \| \| \| \| \| \| \| \| \| \| \| \| \| \| \| \| \| \| \| \| \| \| \| \| \| \| \| \| \| \| \| \| \| \| \| \| \| \| \| \| \| \| \| \| \| \| \| \| \| \| \| \| \| \| \| \| \| \| \| \| \| \| \| \| \| \| \| \| \| \| \| \| \| \| \| \| \| \| \| \| \| \| \| \| \| \| \| \| \| \| \| \| \| \| \| \| \| \| \| \| \| \| \| \| \| \| \| \| \| \| \| \| \| \| \| \| \| \| \| \| \| \| \| \| \| \| \| \| \| \| \| \| \| \| \| \| \| \| \| \| \| \| \| \| \| \| \| \| \| \| \| \| \| \| \| \| \| \| \| \| \| \| \| \| \| Harlon[b] \| Harlon[b] \| Harlon[b] \| Harlon[b] \| Harlon[b] \| Harlon[b] \| \| \| Quenton[b] \| Quenton[b] \| Quenton[b] \| Quenton[b] \| Quenton[b] \| Quenton[b] \| \| \| Donel[b] \| Donel[b] \| Donel[b] \| Donel[b] \| Donel[b] \| Donel[b] \| \| \| Balon IX[c] \| Balon IX[c] \| Balon IX[c] \| Balon IX[c] \| Balon IX[c] \| Balon IX[c] \| \| \| Alannys Harlaw[d][c] \| Alannys Harlaw[d][c] \| Alannys Harlaw[d][c] \| Alannys Harlaw[d][c] \| Alannys Harlaw[d][c] \| Alannys Harlaw[d][c] \| \| \| Euron III "Olho de Corvo"[c] \| Euron III "Olho de Corvo"[c] \| Euron III "Olho de Corvo"[c] \| Euron III "Olho de Corvo"[c] \| Euron III "Olho de Corvo"[c] \| Euron III "Olho de Corvo"[c] \| \| \| Victarion[c] \| Victarion[c] \| Victarion[c] \| Victarion[c] \| Victarion[c] \| Victarion[c] \| \| \| Urrigon[b] \| Urrigon[b] \| Urrigon[b] \| Urrigon[b] \| Urrigon[b] \| Urrigon[b] \| \| \| Aeron "Cabelo-Molhado"[c] \| Aeron "Cabelo-Molhado"[c] \| Aeron "Cabelo-Molhado"[c] \| Aeron "Cabelo-Molhado"[c] \| Aeron "Cabelo-Molhado"[c] \| Aeron "Cabelo-Molhado"[c] \| \| \| Robin[b] \| Robin[b] \| Robin[b] \| Robin[b] \| Robin[b] \| Robin[b] \| \| \| \| \| \| Harlon[b] \| Harlon[b] \| Harlon[b] \| Harlon[b] \| Harlon[b] \| Harlon[b] \| \| \| Quenton[b] \| Quenton[b] \| Quenton[b] \| Quenton[b] \| Quenton[b] \| Quenton[b] \| \| \| Donel[b] \| Donel[b] \| Donel[b] \| Donel[b] \| Donel[b] \| Donel[b] \| \| \| Balon IX[c] \| Balon IX[c] \| Balon IX[c] \| Balon IX[c] \| Balon IX[c] \| Balon IX[c] \| \| \| Alannys Harlaw[d][c] \| Alannys Harlaw[d][c] \| Alannys Harlaw[d][c] \| Alannys Harlaw[d][c] \| Alannys Harlaw[d][c] \| Alannys Harlaw[d][c] \| \| \| Euron III "Olho de Corvo"[c] \| Euron III "Olho de Corvo"[c] \| Euron III "Olho de Corvo"[c] \| Euron III "Olho de Corvo"[c] \| Euron III "Olho de Corvo"[c] \| Euron III "Olho de Corvo"[c] \| \| \| Victarion[c] \| Victarion[c] \| Victarion[c] \| Victarion[c] \| Victarion[c] \| Victarion[c] \| \| \| Urrigon[b] \| Urrigon[b] \| Urrigon[b] \| Urrigon[b] \| Urrigon[b] \| Urrigon[b] \| \| \| Aeron "Cabelo-Molhado"[c] \| Aeron "Cabelo-Molhado"[c] \| Aeron "Cabelo-Molhado"[c] \| Aeron "Cabelo-Molhado"[c] \| Aeron "Cabelo-Molhado"[c] \| Aeron "Cabelo-Molhado"[c] \| \| \| Robin[b] \| Robin[b] \| Robin[b] \| Robin[b] \| Robin[b] \| Robin[b] \| \| \| \| \| \| \| \| \| \| \| \| \| \| \| \| \| \| \| \| \| \| \| \| \| \| \| \| \| \| \| \| \| \| \| \| \| \| \| \| \| \| \| \| \| \| \| \| \| \| \| \| \| \| \| \| \| \| \| \| \| \| \| \| \| \| \| \| \| \| \| \| \| \| \| \| \| \| \| \| \| \| \| \| \| \| \| \| \| \| \| \| \| \| \| \| \| \| \| \| \| \| \| \| \| \| \| \| \| \| \| \| \| \| \| \| \| \| \| \| \| \| \| \| \| \| \| \| \| \| \| \| \| \| \| \| \| \| \| \| \| \| \| \| \| \| \| \| \| \| \| \| \| \| \| \| \| \| \| \| \| \| \| \| \| \| \| \| \| \| \| \| Rodrik[e][c] \| Rodrik[e][c] \| Rodrik[e][c] \| Rodrik[e][c] \| Rodrik[e][c] \| Rodrik[e][c] \| \| \| Maron[e][c] \| Maron[e][c] \| Maron[e][c] \| Maron[e][c] \| Maron[e][c] \| Maron[e][c] \| \| \| Asha Greyjoy[c][f] \| Asha Greyjoy[c][f] \| Asha Greyjoy[c][f] \| Asha Greyjoy[c][f] \| Asha Greyjoy[c][f] \| Asha Greyjoy[c][f] \| \| \| Erik Ironmaker[c] \| Erik Ironmaker[c] \| Erik Ironmaker[c] \| Erik Ironmaker[c] \| Erik Ironmaker[c] \| Erik Ironmaker[c] \| \| \| Theon[c] \| Theon[c] \| Theon[c] \| Theon[c] \| Theon[c] \| Theon[c] \| \| \| vários filhos bastardos[g] \| vários filhos bastardos[g] \| vários filhos bastardos[g] \| vários filhos bastardos[g] \| vários filhos bastardos[g] \| vários filhos bastardos[g] \| \| \| \| \| \| \| \| \| \| \| \| \| \| \| \| \| \| \| \| \| \| \| \| \| \| \| \| \| \| \| \| \| \| \| \| \| \| Rodrik[e][c] \| Rodrik[e][c] \| Rodrik[e][c] \| Rodrik[e][c] \| Rodrik[e][c] \| Rodrik[e][c] \| \| \| Maron[e][c] \| Maron[e][c] \| Maron[e][c] \| Maron[e][c] \| Maron[e][c] \| Maron[e][c] \| \| \| Asha Greyjoy[c][f] \| Asha Greyjoy[c][f] \| Asha Greyjoy[c][f] \| Asha Greyjoy[c][f] \| Asha Greyjoy[c][f] \| Asha Greyjoy[c][f] \| \| \| Erik Ironmaker[c] \| Erik Ironmaker[c] \| Erik Ironmaker[c] \| Erik Ironmaker[c] \| Erik Ironmaker[c] \| Erik Ironmaker[c] \| \| \| Theon[c] \| Theon[c] \| Theon[c] \| Theon[c] \| Theon[c] \| Theon[c] \| \| \| vários filhos bastardos[g] \| vários filhos bastardos[g] \| vários filhos bastardos[g] \| vários filhos bastardos[g] \| vários filhos bastardos[g] \| vários filhos bastardos[g] \| \| \| \| \| \| \| \| \| \| \| \| \| \| \| \| \| \| \| \| \| \| \| \| \| \| \| \| \| \| \| \| \| \| \| \| \| |        |        |        |                |                |                |                |                |                |         |         |         |         |  |  |              |              |              |              |              |              |  |  |                |                |                |                |                |                |  |  |                |                |                |                |                |                |  |  |                           |                           |                           |                           |                           |                           |  |  |               |           |           |           |           |           |  |  |         |         |         |         |         |         |  |  |                        |                        |                        |                        |                        |                        |  |  |       |       |       |       |            |            |            |            |            |            |
| Notas: 1. 2. 3. 4. 5. 6. 7. |        |        |        |                |                |                |                |                |                |         |         |         |         |  |  |              |              |              |              |              |              |  |  |                |                |                |                |                |                |  |  |                |                |                |                |                |                |  |  |                           |                           |                           |                           |                           |                           |  |  |               |           |           |           |           |           |  |  |         |         |         |         |         |         |  |  |                        |                        |                        |                        |                        |                        |  |  |       |       |       |       |            |            |            |            |            |            |
| |        |        |        | Lady Stonetree | Lady Stonetree | Lady Stonetree | Lady Stonetree | Lady Stonetree | Lady Stonetree |         |         |         |         |  |  |              |              |              |              |              |              |  |  |                |                |                |                |                |                |  |  | Quellon        | Quellon        | Quellon        | Quellon        | Quellon        | Quellon        |  |  |                           |                           |                           |                           |                           |                           |  |  |               |           |           |           |           |           |  |  |         |         |         |         |         |         |  |  |                        |                        |                        |                        |                        |                        |  |  |       |       |       |       | Lady Piper | Lady Piper | Lady Piper | Lady Piper | Lady Piper | Lady Piper |
| |        |        |        | Lady Stonetree | Lady Stonetree | Lady Stonetree | Lady Stonetree | Lady Stonetree | Lady Stonetree |         |         |         |         |  |  |              |              |              |              |              |              |  |  |                |                |                |                |                |                |  |  | Quellon        | Quellon        | Quellon        | Quellon        | Quellon        | Quellon        |  |  |                           |                           |                           |                           |                           |                           |  |  |               |           |           |           |           |           |  |  |         |         |         |         |         |         |  |  |                        |                        |                        |                        |                        |                        |  |  |       |       |       |       | Lady Piper | Lady Piper | Lady Piper | Lady Piper | Lady Piper | Lady Piper |
| |        |        |        |                |                |                |                |                |                |         |         |         |         |  |  |              |              |              |              |              |              |  |  |                |                |                |                |                |                |  |  |                |                |                |                |                |                |  |  |                           |                           |                           |                           |                           |                           |  |  | Lady Sunderly |           |           |           |           |           |  |  |         |         |         |         |         |         |  |  |                        |                        |                        |                        |                        |                        |  |  |       |       |       |       |            |            |            |            |            |            |
| |        |        |        |                |                |                |                |                |                |         |         |         |         |  |  |              |              |              |              |              |              |  |  |                |                |                |                |                |                |  |  |                |                |                |                |                |                |  |  |                           |                           |                           |                           |                           |                           |  |  |               |           |           |           |           |           |  |  |         |         |         |         |         |         |  |  |                        |                        |                        |                        |                        |                        |  |  |       |       |       |       |            |            |            |            |            |            |
| |        |        |        |                |                |                |                |                |                |         |         |         |         |  |  |              |              |              |              |              |              |  |  |                |                |                |                |                |                |  |  |                |                |                |                |                |                |  |  |                           |                           |                           |                           |                           |                           |  |  |               |           |           |           |           |           |  |  |         |         |         |         |         |         |  |  |                        |                        |                        |                        |                        |                        |  |  |       |       |       |       |            |            |            |            |            |            |
| |        |        |        |                |                |                |                |                |                |         |         |         |         |  |  |              |              |              |              |              |              |  |  |                |                |                |                |                |                |  |  |                |                |                |                |                |                |  |  |                           |                           |                           |                           |                           |                           |  |  |               |           |           |           |           |           |  |  |         |         |         |         |         |         |  |  |                        |                        |                        |                        |                        |                        |  |  |       |       |       |       |            |            |            |            |            |            |
| Harlon | Harlon | Harlon | Harlon | Harlon         | Harlon         |                |                | Quenton        | Quenton        | Quenton | Quenton | Quenton | Quenton |  |  | Donel        | Donel        | Donel        | Donel        | Donel        | Donel        |  |  | Balon IX       | Balon IX       | Balon IX       | Balon IX       | Balon IX       | Balon IX       |  |  | Alannys Harlaw | Alannys Harlaw | Alannys Harlaw | Alannys Harlaw | Alannys Harlaw | Alannys Harlaw |  |  | Euron III "Olho de Corvo" | Euron III "Olho de Corvo" | Euron III "Olho de Corvo" | Euron III "Olho de Corvo" | Euron III "Olho de Corvo" | Euron III "Olho de Corvo" |  |  | Victarion     | Victarion | Victarion | Victarion | Victarion | Victarion |  |  | Urrigon | Urrigon | Urrigon | Urrigon | Urrigon | Urrigon |  |  | Aeron "Cabelo-Molhado" | Aeron "Cabelo-Molhado" | Aeron "Cabelo-Molhado" | Aeron "Cabelo-Molhado" | Aeron "Cabelo-Molhado" | Aeron "Cabelo-Molhado" |  |  | Robin | Robin | Robin | Robin | Robin      | Robin      |            |            |            |            |
| Harlon | Harlon | Harlon | Harlon | Harlon         | Harlon         |                |                | Quenton        | Quenton        | Quenton | Quenton | Quenton | Quenton |  |  | Donel        | Donel        | Donel        | Donel        | Donel        | Donel        |  |  | Balon IX       | Balon IX       | Balon IX       | Balon IX       | Balon IX       | Balon IX       |  |  | Alannys Harlaw | Alannys Harlaw | Alannys Harlaw | Alannys Harlaw | Alannys Harlaw | Alannys Harlaw |  |  | Euron III "Olho de Corvo" | Euron III "Olho de Corvo" | Euron III "Olho de Corvo" | Euron III "Olho de Corvo" | Euron III "Olho de Corvo" | Euron III "Olho de Corvo" |  |  | Victarion     | Victarion | Victarion | Victarion | Victarion | Victarion |  |  | Urrigon | Urrigon | Urrigon | Urrigon | Urrigon | Urrigon |  |  | Aeron "Cabelo-Molhado" | Aeron "Cabelo-Molhado" | Aeron "Cabelo-Molhado" | Aeron "Cabelo-Molhado" | Aeron "Cabelo-Molhado" | Aeron "Cabelo-Molhado" |  |  | Robin | Robin | Robin | Robin | Robin      | Robin      |            |            |            |            |
| |        |        |        |                |                |                |                |                |                |         |         |         |         |  |  |              |              |              |              |              |              |  |  |                |                |                |                |                |                |  |  |                |                |                |                |                |                |  |  |                           |                           |                           |                           |                           |                           |  |  |               |           |           |           |           |           |  |  |         |         |         |         |         |         |  |  |                        |                        |                        |                        |                        |                        |  |  |       |       |       |       |            |            |            |            |            |            |
| |        |        |        |                |                |                |                |                |                |         |         |         |         |  |  |              |              |              |              |              |              |  |  |                |                |                |                |                |                |  |  |                |                |                |                |                |                |  |  |                           |                           |                           |                           |                           |                           |  |  |               |           |           |           |           |           |  |  |         |         |         |         |         |         |  |  |                        |                        |                        |                        |                        |                        |  |  |       |       |       |       |            |            |            |            |            |            |
| Rodrik | Rodrik | Rodrik | Rodrik | Rodrik         | Rodrik         |                |                | Maron          | Maron          | Maron   | Maron   | Maron   | Maron   |  |  | Asha Greyjoy | Asha Greyjoy | Asha Greyjoy | Asha Greyjoy | Asha Greyjoy | Asha Greyjoy |  |  | Erik Ironmaker | Erik Ironmaker | Erik Ironmaker | Erik Ironmaker | Erik Ironmaker | Erik Ironmaker |  |  | Theon          | Theon          | Theon          | Theon          | Theon          | Theon          |  |  | vários filhos bastardos   | vários filhos bastardos   | vários filhos bastardos   | vários filhos bastardos   | vários filhos bastardos   | vários filhos bastardos   |  |  |               |           |           |           |           |           |  |  |         |         |         |         |         |         |  |  |                        |                        |                        |                        |                        |                        |  |  |       |       |       |       |            |            |            |            |            |            |
| Rodrik | Rodrik | Rodrik | Rodrik | Rodrik         | Rodrik         |                |                | Maron          | Maron          | Maron   | Maron   | Maron   | Maron   |  |  | Asha Greyjoy | Asha Greyjoy | Asha Greyjoy | Asha Greyjoy | Asha Greyjoy | Asha Greyjoy |  |  | Erik Ironmaker | Erik Ironmaker | Erik Ironmaker | Erik Ironmaker | Erik Ironmaker | Erik Ironmaker |  |  | Theon          | Theon          | Theon          | Theon          | Theon          | Theon          |  |  | vários filhos bastardos   | vários filhos bastardos   | vários filhos bastardos   | vários filhos bastardos   | vários filhos bastardos   | vários filhos bastardos   |  |  |               |           |           |           |           |           |  |  |         |         |         |         |         |         |  |  |                        |                        |                        |                        |                        |                        |  |  |       |       |       |       |            |            |            |            |            |            |

### Série de televisão

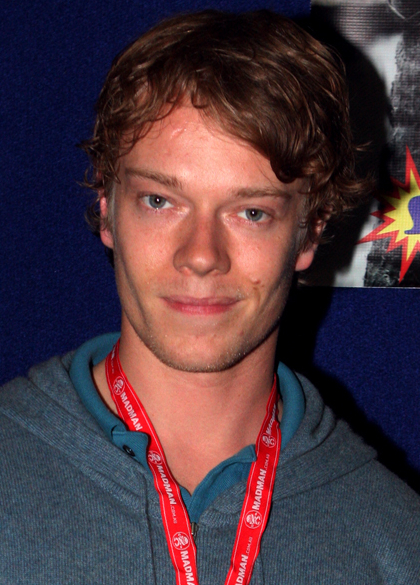
O ator Alfie Allen interpretou Theon Greyjoy nas oito temporadas de Game of Thrones.

Theon Greyjoy é vivido na série de televisão pelo ator Alfie Allen, que antes de assumir o papel fez testes para o personagem Jon Snow. A personagem de sua irmã, Asha Greyjoy, na televisão tem o primeiro nome trocado para Yara, para evitar confusão com outra personagem da série,  Osha.

#### 1ª temporada (2011)
Theon é um refém e guarda de Ned Stark em Winterfell, como resultado da fracassada rebelião de seu pai, Balon Greyjoy, contra o rei a quem Stark é leal. Apesar de estar nesta posição, ele é leal a Ned e um bom amigo dos filhos dele, Robb e Jon. Apesar de nunca ter questionado sua posição, ele começa a ter dúvidas depois que Tyrion Lannister lhe diz que ele nada mais é que um serviçal dos Stark e que ninguém o respeita; mesmo com dúvidas, ele se mantém leal a Robb após ele ir para a guerra contra os Lannisters e apoia sua decisão de criar uma secessão no Norte e formar seu próprio reino.

#### 2ª temporada (2012)
Theon é enviado para as Ilhas de Ferro para persuardir seu pai Balon a se aliar aos Stark contra os Lannisters, mas ao contrário disso Balon pretende conquistar o Norte enquanto seus exércitos lutam nas Terras Ocidentais. Theon é insultado quando lhe dão o comando de um simples navio para atacar Stony Shore e pensa em enviar uma mensagem a Robb sobre as intenções do pai, mas acaba decidindo permanecer leal a sua família. Quando sua tripulação se torna desrespeitosa com seu comando, seu primeiro-oficial sugere que Theon prove a si mesmo capturando Winterfell. Ele atrai a guarnição para fora da fortaleza e a captura com facilidade, mas é obrigado a executar seu velho mentor Ser Rodrik Cassel quando ele se recusa a ceder. Ele depois é seduzido pela serva selvagem  Osha, que liberta os filhos menores de Stark, Bram e Rickon Stark; seus homens não conseguem capturá-los de volta e Theon mata dois meninos filhos de um fazendeiro, para que seus corpos passem pelos dos Stark, uma ato pelo qual ele logo se sente culpado. 
Theon pede a sua irmã Yara Greyjoy que mande 500 homens como reforço para a defesa de Winterfell mas ao invés disso ela chega com uma força insignificante e avisa o irmão de sua posição instável e pede que ele retorne para as Ilhas de Ferro. Theon se recusa, a irmã se vai, e pouco depois a fortaleza é cercada pelos homens da Casa Bolton, comandadas por Ramsay Snow, o filho bastardo de Ser Roose Bolton. Theon tenta reunir seus homens para lutarem até a morte mas eles o golpeam e o entregam a Ramsay, esperando uma anistia. Ramsey trai os Homens de Ferro e os esfola a todos, saqueando Winterfell e levando Theon como seu prisioneiro para Dreadfort, a fortaleza dos Bolton. 

#### 3ª temporada (2013)
Theon é mantido cativo num castelo desconhecido onde é torturado, mas consegue escapar com a ajuda de um servo disfarçado que diz trabalhar para sua irmã Yara; depois de escapar ele é porém levado de volta ao mesmo castelo e o servo se identifica como seu captor e torturador Ramsay Bolton, o sádico filho bastardo de Roose. Theon é esfolado, capado e torturado por Ramsay que o força a se renomear como "Reek" (Fedor), sendo espancado até que ele se submeta a usar o novo nome. O pênis de Theon é enviado a seu pai com a ameaça de que Theon será ainda mais mutilado caso os Homens de Ferro não se retirem do Norte. Balon recusa por Theon o ter traído e porque agora ele não pode mais continuar a linhagem dos Greyjoy. Ultrajada com o pai, Yara diz que libertará seu irmão por seu próprios meios.

#### 4ª temporada (2014)
Theon continua preso no canil de Ramsay sob sua vigilância. Agora adotando o nome de "Reek" (Fedor), ele é um homem fisica e mentalmente quebrado vivendo nesta miséria. Yara Greyjoy vem em seu auxílio mas a tortura o fez adquirir outra personalidade e ele agora acredita ser "Reek". Ele se recusa a acompanhá-la e, numa luta posterior com Ramsay, Yara é derrotada e foge do castelo perseguida pelos cães sanguinários.  Ramsay recompensa seu prisioneiro com um banho e palavras suaves. Colocando suavemente o corpo de "Reek" na banheira ele pede que faça um trabalho e jogue um jogo. Ele deve assumir a identidade de Theon Greyjoy e lutar por ele. Theon é levado a Moat Cailin, uma fortaleza fortemente defendida nas Colinas de Ferro, cercada e bloqueada mas ainda de pé. 
Theon se dirige aos portões com uma bandeira branca e apresenta a oferta de Ramsay, a paz em troca da submissão. Ele é recebido com desprezo e quando sangue lhe é cuspido na cara pelo capitão da guarda, outro soldado mata o comandante com uma machadada na cabeça e a tropa aceita a oferta condenada. Theon observa enquanto as tropas de Ramsay tomam a fortaleza e matam todos os soldados rendidos. Na volta a Winterfell, Roose Bolton legitima o filho bastardo agora como um verdadeiro Bolton. 

#### 5ª temporada (2015)
Theon fica atordoado quando sabe que Sansa Stark foi prometida como esposa a Ramsay. Quando ela chega a Winterfell, ele tenta evitá-la até que a psicótica amante de Ramsay,  Myranda, leva Sansa até seu quarto, uma cela no canil. Após saber da reunião, Ramsay envolve Theon em seu tormento de Sansa, que é obrigado a assisti-lo estuprar a esposa na noite de núpcias. Sansa tenta obter sua ajuda para escapar dali, mas para evitar a ira de Ramsay ele o avisa das intenções dela, fazendo com que ele esfole viva a serva que quis ajudá-la. 
Furiosa, Sansa então confronta "Reek" que lhe conta que nunca matou os irmãos dela e tinha falhado em achá-los quando fugiram após a tomada de Winterfell por ele, matando dois meninos filhos de camponeses no lugar. Quando Bolton deixa a fortaleza para enfrentar as tropas de Stannis Baratheon no campo, Sansa volta aos muros para sinalizar com fogo para Brienne de Tarth, que acampara fora de Winterfell e dito a ela que sinalizasse se precisasse de ajuda, mas ela havia deixado o local para ir atrás de Stannis e matá-lo. 
Quando a ajuda não vem, Sansa retorna para seu quarto mas é surpreendida por Myranda, que ameaça mutilá-la. Finalmente saindo do estado de letargia e de obediência cega no que o horror que tinha de Ramsay o havia transformado, Reek joga Myranda por cima do muro, matando-a na queda, enquanto as forças de Ramsay retornam vitoriosas. Sabendo que serão torturados e mortos se forem pegos, Sansa e Theon pulam do parapeito do muro de Winterfell para a neve lá embaixo. 

#### 6ª temporada (2016)
Sobrevivendo à queda, Sansa e Theon são capturados pelos soldados de Bolton na floresta, mas são salvos pelo reaparecimento de Brienne e seu escudeiro  Podrick Payne que matam os soldados. Enquanto Sansa e Brienne decidem ir para Castle Black, na Muralha, onde o irmão dela, Jon Snow, é o comandante da Patrulha da Noite, Theon diz que não merece o perdão dos Stark e volta para as Ilhas de Ferro. Em seu retorno, descobre que seu pai, Balon, está morto, e oferece apoio a Yara no Kingsmoot, uma cerimônia na qual os habitantes da ilha escolhem seu novo líder. Porém, o Kingsmoot é vencido pelo tio deles, Euron Greyjoy, que admite ter morto Balon mas vence a eleição prometendo aos ilhéus a conquista de Westeros através do casamento com Daenerys Targaryen, que possui os únicos dragões vivos do mundo. Desconfiando que Euron os matará, Theon, Yara e um grupo de homens leais fogem das Ilhas de Ferro com os melhores navios da Esquadra de Ferro. Eles viajam para Meereen, em Essos, que Daenerys escolheu como sua base, e oferecerem a ela a esquadra para a invasão de Westeros em troca da independência das Ilhas de Ferro e da morte do tio Euron Greyjoy, com a coroação de Yara como nova rainha das ilhas. Daenerys aceita a aliança, com a condição de que os ilhéus parem com a sua prática de pilhagem. Com o acordo selado, Theon e Yara seguem com os exércitos e navios de Daenerys para Westeros. 

#### 7ª temporada (2017)
Ancorados ao largo de Pedra do Dragão, o navio dos irmãos Greyjoy é subitamente atacado pelo grande navio de Euron Greyjoy e, após uma grande luta e incêndios a bordo, Yara é feita refém pelo tio no convés com uma faca na garganta e ele desafia Theon a libertá-la. Ao ver Euron cortar a língua de um dos marinheiros durante a luta, Theon lembra-se de suas próprias torturas sofridas na mão de Ramsay Bolton e, amedrontando, foge pulando na água, sendo pela manhã recolhido por um navio aliado. Dias depois ele desembarca de um barco em Pedra do Dragão com alguns homens, procurando ajuda para libertar a irmã de Euron; é recebido na praia por Jon Snow que diz que só não o mata ali mesmo por ele ter ajudado Sansa a fugir de Winterfell. Theon acompanha o grupo liderado por Daenerys até Porto Real, para as conversações com a rainha Cersei Lannister sobre uma trégua e uma ajuda mútua para combater o inimigo maior, os Caminhantes Brancos. No início da reunião, ele é ameaçado por seu tio Euron, que lhe diz que mantém Yara prisioneira e a matará se Theon não se ajoelhar a seus pés ali, o que ele recusa. Tyrion intervém e os dois debocham de Euron e suas piadas de anões e Cersei manda Euron sentar-se e calar-se. 
De volta a Pedra do Dragão, Theon procura Jon Snow e diz o quanto lhe admira e tenta se desculpar e se redimir por seus atos, dizendo que sempre se sentiu dividido entre ser e agir como um Greyjoy ou um Stark. Jon diz a Theon que Ned Stark foi mais um pai para ele que seu próprio pai Balon, com o que Theon concorda, e lhe diz que ele sempre será as duas coisas. Ele então diz que precisa ir ajudar a única pessoa que o ajudou quando estava preso, a irmã Yara, e Jon o manda seguir sua obrigação. Ele vai até a praia onde estão alguns dos seus compatriotas das Ilhas de Ferro se preparando para deixar Pedra do Dragão em barcos e diz que precisam salvar Yara. Harrag, o líder dos homens que tem desprezo por Theon por ele ter fugido da luta com Euron Greyjoy, o enfrenta e diz que não irão a lugar nenhum. 
Os dois lutam e após Theon ser bastante surrado, ele vira a briga a seu favor depois que Harrag tenta derrubá-lo com joelhadas entre as pernas, onde, para seu espanto, nada encontra. Theon o nocauteia e conclama os homens a segui-lo em busca de Yara, se não por ele mas pela irmã, com o que todos concordam.

#### 8ª temporada (2019)
Acompanhado de um grupo de Homens de Ferro e aproveitando-se da ausência de Euron Greyjoy, Theon toma de assalto o navio do tio, mata a guarda e liberta Yara, mantida prisioneira amarrada a uma coluna na cabine de Euron. De volta aos navios da frota Greyjoy com a irmã, ele decide separar-se dela e ir para Winterfell lutar ao lado dos Stark e de Daenerys Targaryen contra os mortos-vivos.  Ele chega a Winterfell e é recebido com alegria por Sansa. Na reunião de todos os nobres para a defesa do castelo contra os Caminhantes, ele diz que um dia tomou Winterfell dos Stark e agora quer lutar para defendê-lo e se oferece com seus homens para proteger Bran, que será uma isca para o Rei da Noite no bosque da fortaleza.. A batalha entre os vivos e os mortos começa e apesar de toda a luta dos vivos, o Rei da Noite, seus Caminhantes Brancos e suas Criaturas começam a levar vantagem pelo número, invadindo Winterfell e começando a matar a todos os soldados e defensores. 
O último lugar ainda não alcançado é o Bosque Sagrado, onde ele está com seus Homens de Ferro e Bran Stark. O local é finalmente atacado e uma luta se segue onde apenas Theon sobrevive como último protetor de Bran. Disposto a morrer com honra, ele investe sozinho contra o Rei da Noite que chegou ao Bosque com seus Caminhantes, mas é morto por ele com uma lança trespassando seu corpo. Sua redenção final é conseguida quando, antes de partir para o ataque ao Rei da Noite e morrer na tentativa, ouve de Bran Stark, a quem tanto mal havia causado no passado, que era "um homem bom".